# Sous Mon Toit
Sous Mon Toit est un réseau français d'agences de services à la personne. Durant son histoire, Sous Mon Toit a su se diversifier dans plusieurs activités. Tout d'abord spécialisé dans la garde d'enfants à domicile, Sous Mon Toit a ensuite élargie ses activités dans le ménage et repassage, le maintien à domicile de personnes âgées et/ou en situation de handicap et la formation. Le réseau est créé en 2006 à Mulhouse par Xavier Mura et est agréé par l'Etat et toutes les agences détiennent l'agrément qualité et la certification Qualisap par le Bureau Veritas France.
Depuis sa création Sous Mon Toit a développé son réseau avec une politique de croissance externe avec le rachat de plusieurs entités comme Marie & Cie en 2012, Nounou Service en 2013 et Saperlipopette-Grandir en 2014 et une politique de croissance interne en commerce intégrée. Aujourd'hui Sous Mon Toit est implantée dans plus de 60 villes sur tout le territoire français.

## Domaines d'intervention
Sous Mon Toit intervient dans trois domaines :
- Garde d'enfants : "famille sollicite une association ou une entreprise agréée par l'État, qui fournira une prestation de service et qui restera l'employeur de la professionnelle (ou du professionnel). Dans ce cas, les personnels sont qualifiés et diplômés,tout du moins pour la garde des enfants de moins de trois ans, et l'organisme se charge de son recrutement, sa rémunération, son encadrement, toutes les déclarations administratives et sa formation professionnelle.[...] Il s'agit d'un des cinq modes de garde subventionné par l'État, tant au titre des « services à la personne » : déduction fiscale (50 % ; voir CGI article 199 sexdecies) qu'au titre des aides de la Caisse d'allocations familiales.
- Maintien à domicile : une famille sollicite une association ou une entreprise agréée par l'État qui fournira une prestation de service (prise en charge au quotidien pour l'aide à la toilette, le lever, le coucher, l'accompagnement à l’extérieur, les courses, la préparation des repas...). C'est un service subventionné par l'Etat au titre de « services à la personne » et qui permet une déduction fiscale (50% ; voir article 199 sexdecies).
- Ménage & Repassage : une famille sollicite une association ou une entreprise agréée par l'État, qui fournira une prestation de service (ménage quotidien, ménage de fond, ménage écologique et repassage). C'est un service subventionné par l'Etat, tant au titre des « services à la personne » et qui permet une déduction fiscale (50% ; voir article 199 sexdecies).

## La certification
Toutes les agences Sous Mon Toit sont certifiées Qualisap qui permet la mise en place des caractéristiques suivantes :
- Des moyens adaptés dans le respect de la déontologie métier,
- Un accueil et une réponse transparente et sur mesure pour le particulier,
- Mise en œuvre d'une organisation qui permet d'assurer les prestations conformément aux engagement pris,
- Une politique de gestion des ressources humaines efficace,
- Un suivi de la qualité des prestations.

## Historique
- 2006 : création de Sous Mon Toit.
- 2011 : création SAP Formation : cet organisme propose un large choix de formations professionnelles adaptées à tous les besoins des salariés. Ces formations permettent à son personnel d’acquérir ou d’affiner des compétences en matière de services de confort, services aux personnes âgées en perte d’autonomie, services à la famille, d'assurer l’encadrement du travail et d’accéder à la certification ADVF.
- 2012 : rachat Marie & Cie : entreprise qui propose des prestations de ménage écologique à domicile, qui se fait dans le respect d'une charte d’éco-engagement.
- 2013 : rachat Nounou Service : agence spécialisée dans la garde d’enfants à domicile, de la naissance à 12 ans sur la région d’Orléans.
- 2014 rachat Saperlipopette : société spécialisée dans la garde partagée à domicile d'enfants de 0 à 12 ans.
- 2015 : fusion du Groupe Sous Mon Toit et Avidom pour créer le Groupe Destia [5]